# Viện nghiên cứu quốc gia

Logo của Viện nghiên cứu quốc gia.

Viện Thông tin Lâm nghiệp Địa lý Quốc gia (tiếng Pháp: Acadut national de l'inatures géographique et Forestière) hoặc gọi ngắn gọn là Viện nghiên cứu quốc gia (tiếng Pháp: Institut géographique national) là một cơ quan hành chính công ở Pháp quản lý thông tin địa lý của Pháp và các lãnh thổ hải ngoại. Trước khi sáp nhập Kho tài nguyên rừng quốc gia (IFN) vào ngày 1 tháng 1 năm 2012, nó được gọi là Viện địa lý quốc gia (Viện nghiên cứu quốc gia Géographique), nhưng hiện tại vẫn giữ nguyên tên viết tắt của ING. Nó được thành lập bởi nghị định vào ngày 26 tháng 6 năm 1940 và thay thế Dịch vụ Địa lý Quân đội (SGA) vào cuối năm. Vào ngày 7 tháng 12 năm 2014, Daniel Bursaux trở thành giám đốc.
Viện Địa lý Quốc gia được liên kết với 4 viện nghiên cứu mà nó kiểm soát. Viện xuất bản một loạt các bản đồ địa hình và vật lý. Ông sở hữu một bộ sưu tập lớn các bản đồ cũ (bản đồ thế kỷ Cassini XVII-XVIII, bản đồ chung của thế kỷ XIX). Các bản đồ được tạo bằng kỹ thuật in intaglio được lưu trữ trong bao da nguyên bản.
Một trong những nhiệm vụ của viện là lập bản đồ lãnh thổ của Pháp theo tỷ lệ 1:25.000. Với mục đích này, các máy bay của viện chụp ảnh đất nước, điều này cho phép tạo ra các bản đồ địa lý bằng cách sử dụng phương pháp chụp ảnh. Viện đã xử lý hơn 4 máy bay đặt tại sân bay Creil, việc chụp ảnh trên không được thực hiện cứ sau 5 năm.
Từ năm 1921, Thư viện ảnh Quốc gia (tiếng Pháp: Phototèque Nationale) đã chịu trách nhiệm cho sự an toàn của các bức ảnh chụp từ trên không của viện và người tiền nhiệm.
Viện Địa lý Quốc gia cung cấp cho khách hàng công cộng và tư nhân cơ sở dữ liệu địa lý hoàn toàn hoặc một phần dựa trên hệ thống thông tin địa lý.

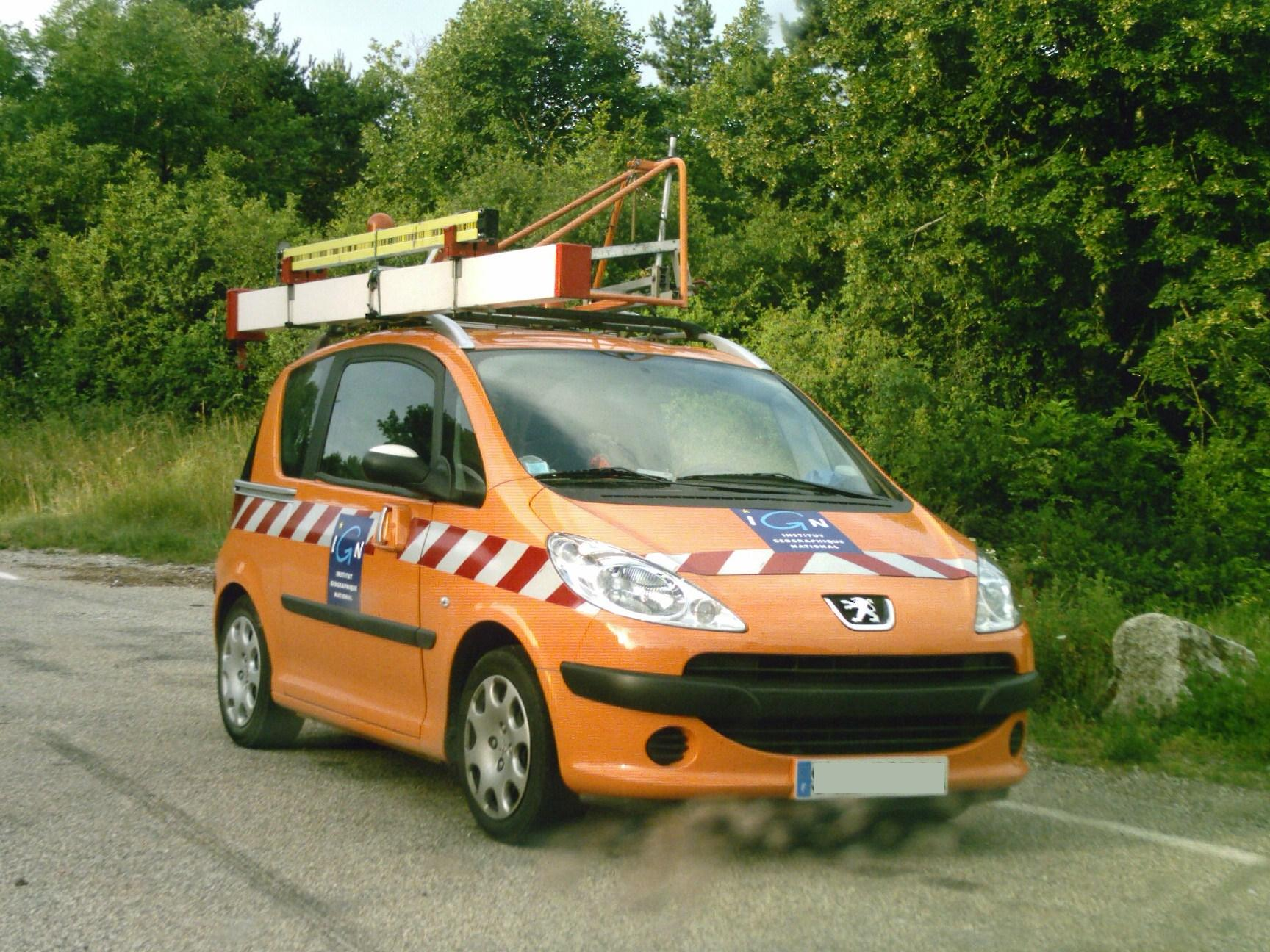
Xe đo
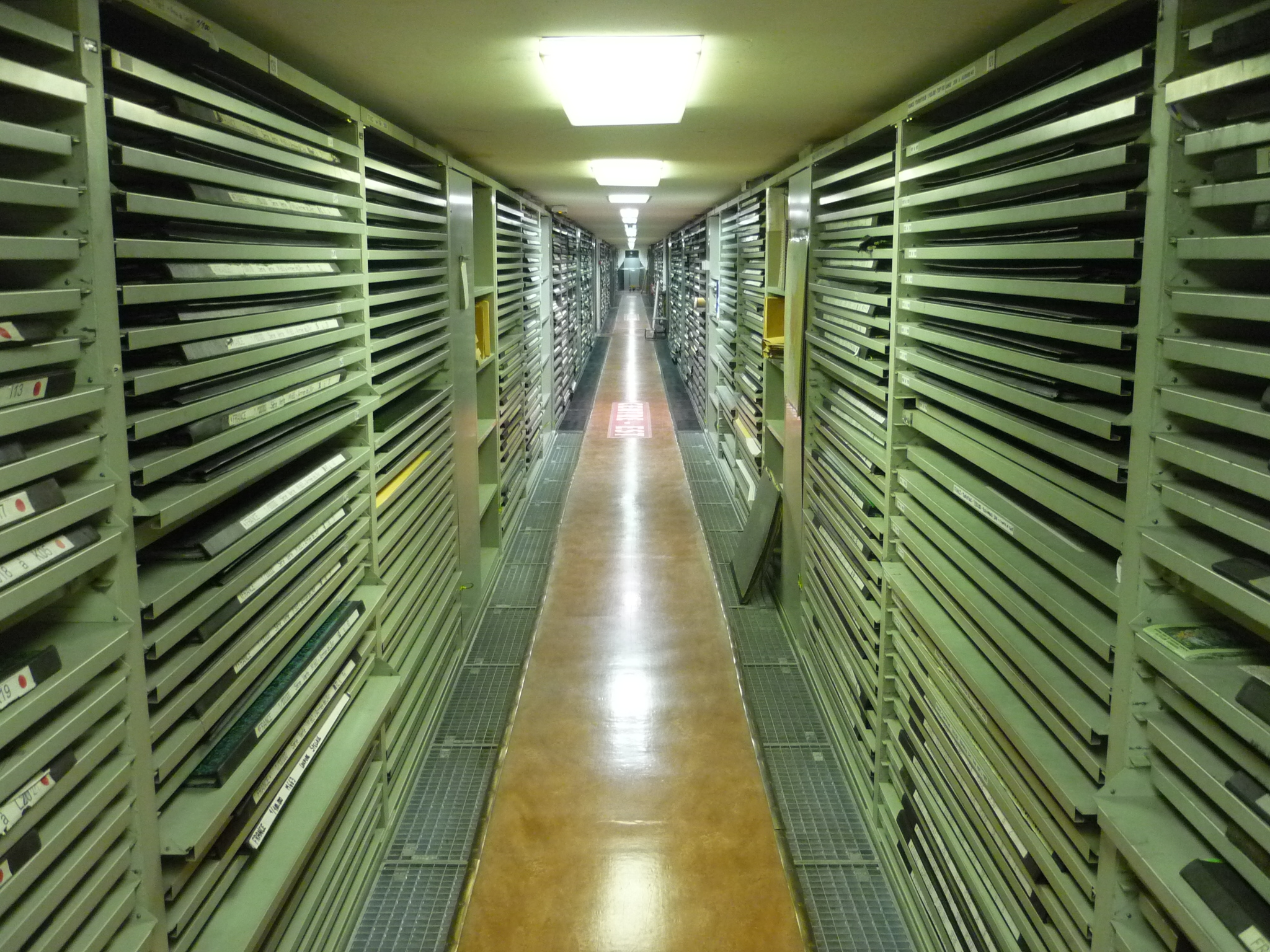
Viện lưu trữ bản đồ
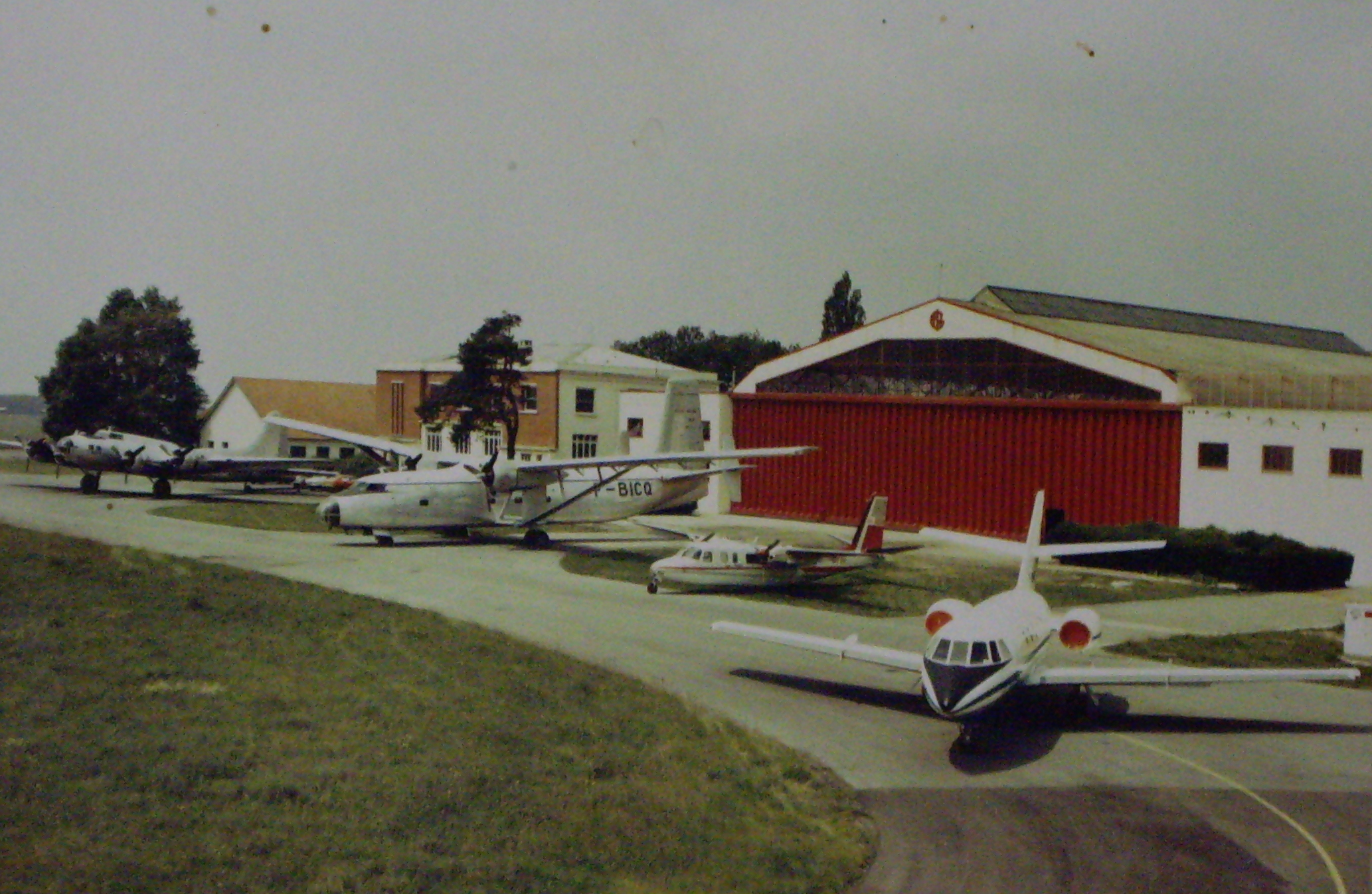
Viện máy bay